# Karl Earl Mundt
Karl Earl Mundt (ur. 3 czerwca 1900, zm. 16 sierpnia 1974) – amerykański nauczyciel i polityk związany z Partią Republikańską.
Karierę polityczną rozpoczął w Izbie Reprezentantów Stanów Zjednoczonych, w której zasiadał w latach 1939–1948, gdy ustąpił aby objąć miejsce w Senacie Stanów Zjednoczonych. W Senacie zasiadał nieprzerwanie w latach 1948–1973.